# Karen Sandler

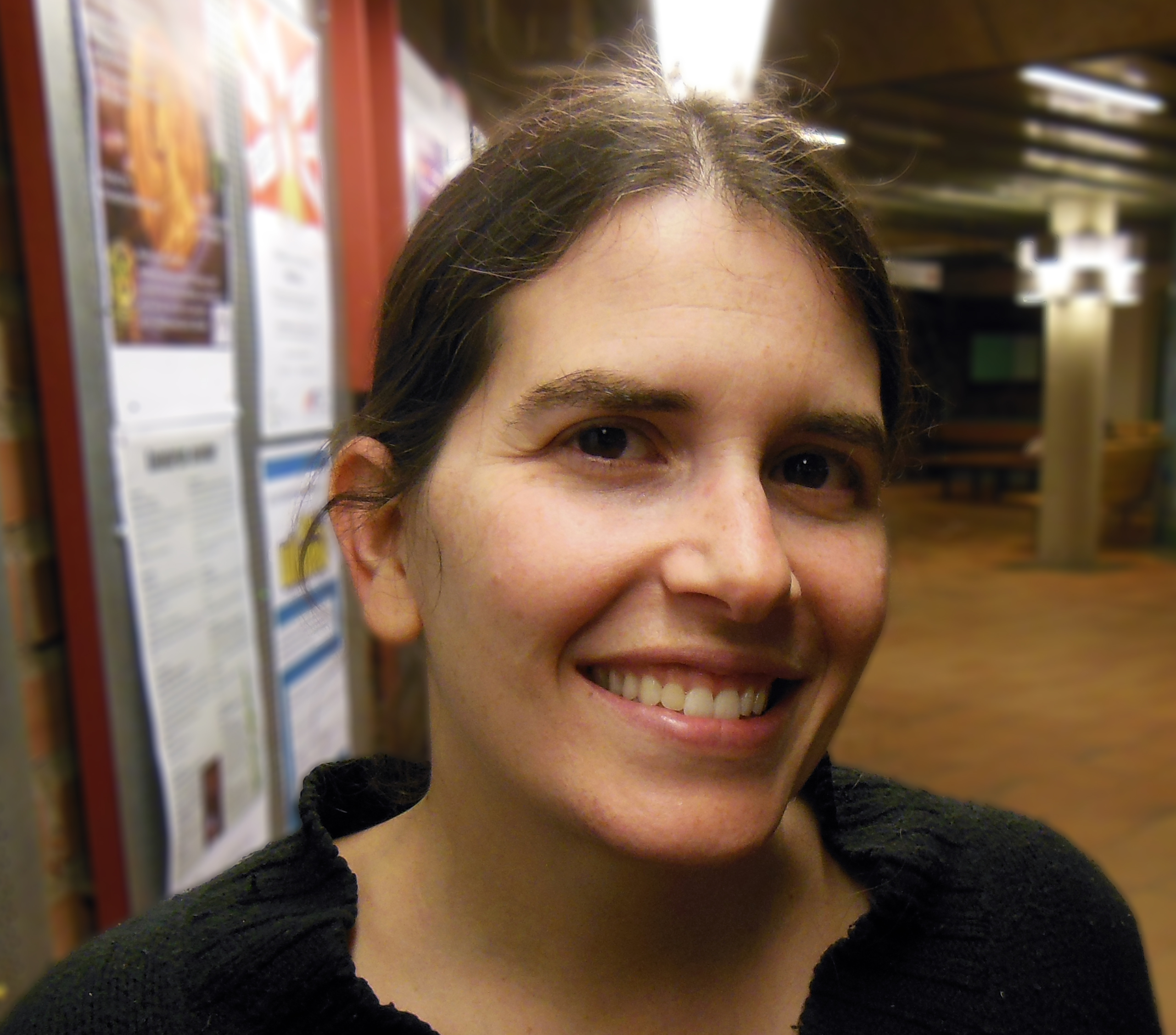
Karen Sandler på FSCONS i Göteborg 2013.

Karen Sandler är en amerikansk advokat, och sedan juni 2011 verkställande direktör för GNOME Foundation. Hon har tidigare varit chefsjurist för Software Freedom Law Center.
Sandler har en teknologie kandidatexamen från The Cooper Union for the Advancement of Science and Art i New York och en juristexamen från Columbia Law School som hon avlade 2000.

## Privatliv
Sedan 21 maj 2011 är Sandler gift med den Grammy-nominerade musikteknikern Mike Tarantino. Inför bröllopet skickade paret ut inbjudningskort som kunde vikas ihop till en skivspelare, något som ett antal nättidningar skrev om. Skivspelaren spelade låten "Here's the Invitation!", som paret gjort tillsammans.